# Georgische parlementsverkiezingen 2008
De Georgische parlementsverkiezingen van 2008 vonden plaats op 21 mei 2008 voor alle 150 parlementsleden van de 7e convocatie van het Parlement van Georgië. Het parlement werd met deze verkiezingen verkleind van 235 naar 150 zetels door een grondwetswijziging in 2005 op basis van een referendum in 2003. De verkiezingen werden gewonnen door de regerende Verenigde Nationale Beweging van president Micheil Saakasjvili die in januari van 2008 nog herkozen was voor een tweede termijn. De Verenigde Nationale Beweging wist mede geholpen door een kiestelsel aanpassing twee maanden voor de verkiezingen een grondwettelijke meerderheid te behalen. Er stonden negen partijen en drie kiesblokken op het stembiljet.

## Kiesstelsel

Aantal geregistreerde kiezers per kiesdistrict:
< 10.000 (7)
10.000-25.000 (18)
25.000-50.000 (27)
50.000-100.000 (15)
> 100.000 (9)
Hier konden geen verkiezingen plaatsvinden (10)

De verkiezingen werden gehouden door middel van een gemengd kiesstelsel. Hierbij werden 75 van de 150 zetels verkozen via evenredige vertegenwoordiging met een kiesdrempel van 5% door een stem op een partijlijst, en 75 zetels werden verkozen via enkelvoudige districten op basis van een tweerondensysteem met een 30% drempel. De districten varieerden in grootte van 2.700 tot 158.000 geregistreerde kiezers, een onevenwichtigheid die pas met de verkiezingen in 2016 werd gerepareerd. In 2006 was de gemeente Azjara (Opper-Abchazië) in de Kodorivallei van Abchazië opgericht, waar de door Georgië erkende autonome regering van Abchazië zetelde. Deze gemeente werd als aparte kieskring onder nummer 86 toegevoegd, maar had geen eigen districtszetel in het parlement in tegenstelling tot de andere gemeenten onder Georgisch gezag.
Tegelijkertijd met de parlementsverkiezingen van 2003 was een referendum gehouden over het verkleinen van het parlement van 235 naar 150 zetels, dat door 90% van de kiezers gesteund werd. In februari 2005 werd de grondwetswijziging hiertoe aangenomen met een verdeling van 100 zetels voor evenredige vertegenwoordiging en 50 districtszetels.
Twee maanden voor de verkiezingen van 2008 werd door de regerende Verenigde Nationale Beweging een amendement op de grondwet aangenomen om het aantal districtszetels te verhogen naar 75, ten nadele van de proportioneel te verdelen zetels, dus een 75 om 75 verdeling van de zetels. Dit betekende feitelijk de oude indeling van districten handhaven, minus de tien districten in Abchazië en Zuid-Ossetië die al sinds 1992 niet meer meedoen. Deze plotselinge wijziging was zeer tegen de wens van de oppositie in. Sommige oppositieleiders deden een voorstel voor een verhoging van 30% naar 50% als drempel voor de winst in de districten, maar dat werd door de regeringspartij tegengehouden. Tientallen oppositie-activisten gingen twee weken lang tegen de wijziging in hongerstaking.

## Resultaten
De verkiezingen werden gewonnen door de regerende Verenigde Nationale Beweging van president Micheil Saakasjvili, die met 119 zetels een ruim gekwalificeerde (grondwettelijke) meerderheid behaalde. Deze winst werd voornamelijk gedragen door een zege in vrijwel alle districten. De overige zetels gingen naar het verkiezingsblok Verenigde Oppositie (17), de Georgische Arbeiderspartij (6), de Christen-Democratische Beweging (6) en de Republikeinse Partij (2). Laatstgenoemde wist de kiesdrempel niet te halen, maar won twee districten. In geen enkel district was een tweede ronde nodig.
Op 7 juni 2008 werd het parlement ingezegend. Twaalf van de 17 verkozen leden van de Verenigde Oppositie boycotten het parlement en lieten hun mandaat annuleren. Het blok had tevens hun kandidatenlijst nietig verklaard, waardoor tien van hun 15 partijlijstzetels definitief vacant bleven. Twee andere leden van het oppositieblok waren verkozen via districten in Tbilisi, waarvoor in najaar 2008 tussentijdse verkiezingen zouden worden georganiseerd. De reden voor de boycot was hun onvrede over de verkiezingen die niet de wil van de Georgische kiezer zou reflecteren. Een viertal verkozen leden van de Georgische Arbeiderspartij boycotte tevens het parlement, maar lieten hun mandaten niet annuleren. De Christen-Democratische Beweging sloot een politieke overeenkomst met de regerende Verenigde Nationale Beweging. Als gevolg van de tussentijdse verkiezing in twee districten van Tbilisi op 3 november 2008 wonnen de Christen-Democraten een zevende zetel, en kreeg de Nationaal-Democratische Partij voor het eerst in 10 jaar weer een parlementszetel.
|                                   | #5                                | Verenigde Nationale Beweging | l.050.237 | 59,18  | 48 | 71 | 119 |               |  |  |  |  |  |  |
|                                   | #7                                | Verenigde Oppositie * Nieuwe Rechtsen * Nationaal Forum * Conservatieve Partij * Volkspartij * Verenigd Georgië * Vrijheid * Georgisch Gezelschap * Op Ons Zelf * Georgische Manier | 314.668   | 17,73  | 15 | 2  | 17  | [ 13 ] [ 14 ] |  |  |  |  |  |  |
|                                   | #10                               | Christen-Democratische Beweging | 153.634   | 8,66   | 6  | 0  | 6   |               |  |  |  |  |  |  |
|                                   | #4                                | Georgische Arbeiderspartij | 132.092   | 7,44   | 6  | 0  | 6   |               |  |  |  |  |  |  |
|                                   | #2                                | Republikeinse Partij | 67.037    | 3,78   | 0  | 2  | 2   |               |  |  |  |  |  |  |
|                                   | #3                                | Rechtse Alliantie - Topadze Industriëlen | 16.440    | 0,93   | 0  | 0  | 0   |               |  |  |  |  |  |  |
|                                   | #9                                | Christen-Democratische Alliantie | 15.839    | 0,89   | 0  | 0  | 0   |               |  |  |  |  |  |  |
|                                   | #1                                | Politieke Burgerunie 'Georgische Politiek' | 8.231     | 0,46   | 0  | 0  | 0   |               |  |  |  |  |  |  |
|                                   | #11                               | Traditionalistenpartij - Ons Georgië - Vrouwenpartij | 7.880     | 0,44   | 0  | 0  | 0   |               |  |  |  |  |  |  |
|                                   | #6                                | Politieke Unie 'Sportersunie' | 3.308     | 0,19   | 0  | 0  | 0   |               |  |  |  |  |  |  |
|                                   | #8                                | Nationale Beweging van Georgische Radicale Democraten | 3.180     | 0,18   | 0  | 0  | 0   |               |  |  |  |  |  |  |
|                                   | #12                               | Ons Land | 2.101     | 0,12   | 0  | 0  | 0   |               |  |  |  |  |  |  |
| Totaal                            | Totaal                            | Totaal | 1.774.647 | 100,00 | 75 | 75 | 150 |               |  |  |  |  |  |  |
|                                   |                                   | |           |        |    |    |     |               |  |  |  |  |  |  |
| Geldige stemmen                   | Geldige stemmen                   | Geldige stemmen | 1.774.647 | 96,94  |    |    |     |               |  |  |  |  |  |  |
| Ongeldige en blanco stemmen       | Ongeldige en blanco stemmen       | Ongeldige en blanco stemmen | 56.077    | 3,06   |    |    |     |               |  |  |  |  |  |  |
| Totale stemmen                    | Totale stemmen                    | Totale stemmen | 1.830.724 | 100,00 |    |    |     |               |  |  |  |  |  |  |
| Geregistreerde kiezers en opkomst | Geregistreerde kiezers en opkomst | Geregistreerde kiezers en opkomst | 3.465.736 | 52,82  |    |    |     |               |  |  |  |  |  |  |
| Bronnen: CESKO, IPU.              |                                   | |           |        |    |    |     |               |  |  |  |  |  |  |